# Pleșești, Suceava
Pleșești este satul de reședință al comunei Vulturești din județul Suceava, Moldova, România.
Pleșești este situat de o parte și de alta a pârâului Racova, între dealurile Oușor, Tătarului, Candachia, Viei și Gura Halmului. Spațiul locuit e mărginit de Șomuzul Mic și brăzdat de numeroase pârâiașe: Hermezeu, Fundoaia, Recea, Ciomârna, Bazaci, Fâstâcul, Caprei, care la extremitatea estică a localității sunt colectate de Șomuzul Mic. 

## Istoric
În urma cercetărilor întreprinse se pare că cea mai veche localitate din cadrul comunei Vulturești ar fi fost satul Pleșești despre care există documente exacte din jurul anului 1402, când se arată în istoria Cetății Neamțului, că domnitorul Moldovei la acea vreme, Alexandru cel Bun, a înzestrat Mănăstirea Neamțului cu moșia Pleșești din ținutul Sucevei. Domnitorul face această donație în cinstea unchiului său, Iosif Mușat Vodă, Mitropolitul Moldovei (1401-1415), care era călugăr nemțean și egumen al mănăstirii (1365-1415). Această vechime a satului de peste 600 de ani, reprezintă prima atestare documentară printr-un document emis de cancelaria domnească, dar urmele nescrise descoperite pe acest teritoriu ne arată că este o regiune de străveche, începuturile de muncă și viață ale oamenilor pierzându-se în negura vremurilor.
Un alt document care atestă existența satelor Pleșești, Giurgești, Hreațca, Merești, Valea Glodului (sau Pârâul Glodului conform primei denumiri), este harta redactată de Dimitrie Cantemir, pe care apar înscrise satele de mai sus cu denumirile actuale ori cu denumirile lor mai vechi.
În secolul al XVIII-lea, satele actualei comune Vulturești au suferit o extindere a teritoriului, dar și o creștere numerică a populației, datorată emigrării unui număr însemnat de familii din Transilvania, care s-au așezat aici din cauza persecuțiilor pentru unirea cu biserica greco-catolică. Astfel au ajuns în Moldova un număr de familii de refugiați ardeleni cu numele de: Luca, Sumanaru, Crăciun, Gontaru, Ungureanu.
Din timpurile cele mai îndepărtate și în părțile noastre primele școli au fost școlile bisericești iar cântăreții bisericii erau de regulă învățători. Prin unele sate ca Pleșești, bătrânii pomeneau de dascălul Apopei Alexa. Cărți tipărite nu erau și se învăța de pe hârtii scrise de dascăl. Foaia se dădea acasă. Se învăța mai mult sărbătorile, serile și iarna. Fiecare băiat avea câte o foaie în băț despicat și cu un bățișor arăta pe hârtie. Întâi zicea dascălul și băieții după dânsul. Călimările aveau forma unui pistol. La un capăt era cerneala astupată bine, la celălalt capăt erau puse condeele și și năsâpernița. Se umbla cu călimara la brâu. Condeele erau din pene de gâscă 93 . În 1860 a luat ființă prima școală din comună în satul Pleșești. În 1864 s-a introdus legea învățământului general, gratuit și obligatoriu dată de Al. I. Cuza.
Regretatul Arhiereu Narcis Crețulescu, într-o scrisoare datată 18 ianuarie 1906, aflată în dosarul școlii din satul Pleșești ( pe atunci era comună), afirmă faptul că denumirea care este dată apei „Șomuz” este de origine tătărască și este cel mai vechi nume dintre toate numirile existente pe aceste meleaguri. 

## Personalități
- Constantin Costăchescu (1909-1983), născut în Pleșești, comandant de submarin în Marina Regală Română în timpul celui de al Doilea Război Mondial.